# Joventut Valencianista
Joventut Valencianista en français : « Jeunesse valencianiste », abrégé en JV, est une association du Pays valencien fondée en 1908. Influencée par Solidaritat Catalana et issue d'un secteur de radicaux du Centre Regionalista Valencià, elle était dirigée par Miquel Duran de València, Marià Ferrandis i Agulló, Salvador Ferrandis i Luna, Enric Navarro i Borràs, Adolf Pizcueta i Alonso, Vicent Tomàs i Martí, Ignasi Villalonga i Villalba, Eduard Martínez-Sabater i Seguí et Jacint Maria Mustieles i Perales de Verdonces.
Il s'agit du premier groupe valencianiste ouvertement nationaliste. Fondé pour tenter d'influencer la politique des partis déjà existants, il échoua globalement dans son entreprise.
En 1914, il présenta publiquement son programme dans lequel il exigeait notamment l'autonomie politique et administrative, l'école gratuite et obligatoire, l'instauration d'un service militaire volontaire et une baisse des tarifs ferroviaires et maritimes. Il fut dissous durant la dictature de Primo de Rivera (1921-1930).